# Stijn Devillé
Stijn Devillé (Turnhout, 1974) est un dramaturge et metteur en scène belge. Il a étudié la littérature romane et les études théâtrales à la KU Leuven et à l'Université d'Avignon et la mise en scène au RITCS. Il est directeur et directeur artistique de Het nieuwstedelijk, le théâtre de ville de Louvain, Hasselt et Genk, et a été le fondateur de la compagnie de théâtre musical de Louvain Braakland/ZheBilding, qui a fusionné avec de Queeste en 2015.

## Biographie
Sa compagnie Braakland/ZheBilding a reçu le prix de la culture flamande pour les arts du spectacle et le prix de la culture de la biennale de la KU Leuven en 2011. En 2012, Devillé a été commissaire du Theater aan Zee avec Braakland/ZheBilding.
Il écrit souvent ses pièces en étroite collaboration avec la dramaturge Els Theunis. Les textes sont publiés par De Nieuwe Toneelbibliotheek à Amsterdam (Pays-Bas), et par Drei Masken Verlag à Munich (Allemagne). La Dissection d'un homme armé et Lev ont été adaptés en pièces radiophoniques pour la VRT (Klara). Son travail est traduit en anglais, en français et en allemand, occasionnellement dans d'autres langues.
En décembre 2009, il remporte le Taalunie Toneelschrijfprijs en tant qu'auteur avec sa pièce Hitler is dood (en français : « Hitler est mort »),. La pièce était une coproduction entre Braakland/ZheBilding et la compagnie de théâtre de Malines 't Arsenaal. La pièce a depuis été traduite en allemand, français, anglais et russe.
Pour Leni & Susan, une pièce qui raconte l'histoire de Leni Riefenstahl et Susan Sontag, il reçoit le prix du public au Heidelberger Stueckemarkt en 2016, en Allemagne. En 2017, Devillé reçoit le Prix quinquennal de l'Académie royale de la langue et de la littérature néerlandaises (KANTL) pour l'écriture scénique pour sa trilogie Hebzucht, Angst & Hoop (en français : « Cupidité, angoisse et espoir »). Après Tom Lanoye (2012) et David Van Reybrouck (2007), Devillé est le troisième dramaturge à recevoir ce prix.
En 2020, Devillé est chargé par le Schauspielhaus Graz d'écrire un court monologue qui pourrait être joué en temps de corona : après la version autrichienne, Buffering a également été produit par Het Nationale Theater (La Haye), où Betty Schuurman a interprété le monologue, et par Het nieuwstedelijk, dans une interprétation de Simone Milsdochter. Devillé a mis le texte gratuitement à la disposition des actrices et des théâtres qui voulaient encore faire du théâtre pendant le confinement. Le texte a été traduit en allemand, anglais, français, espagnol, hongrois, danois, turc, farsi, italien, suédois et tamazight.
En 2021, il écrit et met en scène Vrede, Liefde & Vrijheid / Frieden, Liebe & Freiheit (en français : « Paix, amour et liberté »), une commande du Staatstheater Mainz, Theater im Bauturm (Cologne) et Het nieuwstedelijk. La production a été jouée (avec une double distribution) dans une version néerlandophone et allemande.

## Travaux scéniques écrits
- 1995 : Variaties
- 2001 : Mitrajet
- 2002 : La Dissection d’un homme armé
- 2003 : In Shatila
- 2004 : Lev
- 2006 : Zoon
- 2009 : Hitler is dood
- 2012 : Hebzucht
- 2013 : Angst
- 2014 : Leni en Susan
- 2015 : Hoop
- 2016 : Groupe Diane
- 2018 : Gesprek met de regen[5]
- 2019 : Geel Hesje
- 2020 : Buffering
- 2021 : Vrede, Liefde & Vrijheid
- 2022 : 9,6 (een verweer)